# Kathrin Wahlmann
Kathrin Heike Wahlmann geb. Rühl (* 4. August 1977 in Osnabrück) ist eine deutsche Politikerin (SPD). Sie war von 2013 bis 2017 Mitglied des Niedersächsischen Landtags. Seit dem 8. November 2022 ist sie Niedersächsische Justizministerin.

## Ausbildung und Beruf
Sie besuchte von 1984 bis 1988 die Hüggelschule Hasbergen, anschließend bis 1990 die Schule am Roten Berg in Hasbergen, dann wechselte sie ans Ratsgymnasium Osnabrück. Sie schloss die Schule 1997 mit dem Abitur ab. Sie studierte dann Rechtswissenschaften an der Universität Münster und der Université Paris II (Panthéon-Assas) und absolvierte eine fachspezifische Fremdsprachenausbildung für Juristen (französisch) in Münster. Sie legte 2003 das erste juristische Staatsexamen ab und war dann von 2004 bis 2006 als Rechtsreferendarin beim Landgericht Osnabrück. 2006 legte sie das zweite juristische Staatsexamen ab. Ab 2007 war sie als Richterin im Bezirk des Oberlandesgerichts Hamm tätig. Von 2009 bis zu ihrer Wahl in den Landtag im Jahr 2013 war sie Richterin am Landgericht Bielefeld. 2010 wurde sie zur Richterin am Landgericht ernannt. Seit 2018 ist sie am Landgericht Osnabrück tätig. Im Jahre 2020 wurde sie an der Universität Hannover mit der Arbeit Mutterschutz und Elternzeit für Abgeordnete promoviert. Seit 2022 ist sie als Justizministerin von der Ausübung des Richteramtes freigestellt bzw. beurlaubt.
Kathrin Wahlmann ist Mitglied der Gewerkschaft Ver.di und des Deutschen Richterbundes.

## Politik
Kathrin Wahlmann ist seit März 1996 Mitglied der SPD. 2005 bis 2007 war sie Mitglied im Kreisvorstand der SPD Osnabrück-Land, 2007 wurde sie stellvertretende Kreisvorsitzende. Seit 2008 ist sie Mitglied im Bezirksvorstand der SPD Weser-Ems. Von 2010 bis 2014 war sie Vorsitzende der SPD Hasbergen sowie Beisitzerin im Landesvorstand der SPD Niedersachsen. Sie war zudem Mitglied des niedersächsischen Landesvorstands der Arbeitsgemeinschaft sozialdemokratischer Juristinnen und Juristen.
1996 wurde sie erstmals in den Gemeinderat von Hasbergen gewählt, seit 2011 ist sie dort Ratsvorsitzende. 2006 wurde sie Kreistagsabgeordnete des Landkreises Osnabrück. Von 2011 bis zu ihrem Ausscheiden 2016 war sie stellvertretende Kreistagsvorsitzende.
Sie nahm am 23. Mai 2004 an der zwölften Bundesversammlung teil, bei der Horst Köhler zum Bundespräsidenten gewählt wurde.
Bei den Landtagswahlen 2008 und 2013 kandidierte sie als Direktkandidatin der SPD im Wahlkreis Georgsmarienhütte. Zwar unterlag sie beide Male Martin Bäumer von der CDU, doch zog sie 2013 über die Landesliste der SPD in den Niedersächsischen Landtag ein. Im April 2017 kündigte sie an, bei der nächsten Landtagswahl nicht wieder zu kandidieren und ins Richteramt zurückzukehren, das sich besser mit ihrer Rolle als Mutter vereinbaren lasse.
Nach der von ihrer Partei gewonnenen Landtagswahl 2022 in Niedersachsen wurde Wahlmann zur Justizministerin ernannt. Am 8. November 2022 wurde sie zusammen mit den anderen Ministern vom Landtag bestätigt, anschließend ernannt und im Landtag vereidigt. Sie folgte auf die CDU-Politikerin Barbara Havliza.

## Privates
Kathrin Wahlmann ist seit 2013 verheiratet. Mit ihrem Mann hat sie zwei Töchter.